# BBC Music Magazine
Il BBC Music Magazine è un magazine pubblicato nel Regno Unito dalla BBC, dedicato principalmente alla musica classica, con sezioni relative al jazz ed alla world music. Dichiara di essere al primo posto in termini di vendite nel mondo. I profitti vengono "attribuiti alla BBC".